# 王教化
王教化（1901年9月16日或26日—1989年1月7日），男，河南郑州人，中国道士，曾任中国道教协会副会长，武当山道教协会名誉会长，丹江口市政协副主席，湖北省人大代表，湖北省政协委员。